# Teodozjusz (Pogorski)
Teodozjusz, imię świeckie: Dmitrij Michajłowicz Pogorski (ur. 6 października?/19 października 1909 w Brusiłowie, zm. 3 maja 1975) – rosyjski biskup prawosławny. 

## Życiorys
Po ukończeniu szkoły średniej podjął pracę jako cerkiewny psalmista i dyrygent chóru. Następnie od 1930 pracował w urzędach państwowych w Kijowie. W 1942 przyjął święcenia kapłańskie i przez kolejne piętnaście lat był proboszczem różnych parafii w Kijowie, Czernihowie i Leningradzie. W 1956 w trybie zaocznym ukończył Leningradzką Akademię Teologiczną z tytułem kandydata nauk teologicznych. Rok później złożył wieczyste śluby mnisze w soborze Zaśnięcia Matki Bożej w Odessie, następnie otrzymał godność archimandryty i został rektorem seminarium duchownego w Saratowie. 
22 czerwca 1958 w cerkwi Przemienienia Pańskiego w Moskwie miała miejsce jego chirotonia na biskupa kalinińskiego i kaszyńskiego, w której jako konsekratorzy wzięli udział metropolita kruticki i kołomieński Mikołaj, arcybiskup możajski Makary i emerytowany biskup połtawski Serafin. W 1960 został przeniesiony na katedrę penzeńską i sarańską. Od 1964 posiadał tytuł arcybiskupi. 30 lipca 1968 został przeniesiony po raz drugi na katedrę iwanowską i kineszemską, zaś w 1973 - ufijską i stierlitamacką. Zmarł w 1975 i został pochowany na cmentarzu w Ufie. W 1996 szczątki duchownego przeniesiono do soboru Zaśnięcia Matki Bożej w Penzie.